# 沖鷹丸
冲鷹丸/沖鷹丸(ちゅうようまる)は、日本海軍の運送船。
艦名は「冲天(沖天)の勢いのある鷹」の意味。

## 艦型
2檣スクーナー型の木造汽船。
推進はスクリュー2軸で主機は蒸気機関2基、
ボイラーは1基だった。
要目表の値は主に『記録材料・海軍省報告書第一』による。
『公文原書』に記載の冲鷹丸の船体主要寸法は以下の通り。
- 長さ:キールで14間(25.455m)、荷線溝内で15間(27.273m)
- 幅:荷線で2間2寸(4.242m)、甲梁で2間1尺9寸(4.212m)
- 深さ:荷線上で船首7尺5寸(2.273m)、船尾6尺9寸(2.091m)。荷線下で船首4尺(1.212m)、船尾4尺5寸(1.364m)。
- 吃水:船首3尺7寸(1.121m)、船尾4尺7寸(1.424m)

## 船歴

### 建造
明治5年度計画で石川島造船所で建造された。
明治5年5月(1872年6月頃)に起工。
1873年(明治6年)11月に船名を金龍にしたいと主船寮から申し出があったが、翌1874年(明治7年)1月に冲鷹に変更された。
1874年(明治7年)1月21日進水、
1875年(明治8年)12月に竣工した。

### 開拓使
1876年(明治9年)12月頃に冲鷹丸と開拓使所轄の雷電丸の交換の話が出て、
1877年(明治10年)2月14日付で雷電丸と交換の布達が出された。
冲鷹丸は2月15日午前11時に横須賀造船所で主船局が引き取り、石川島まで試運転を行って午後7時に開拓使へ引き渡された。
なお『日本近世造船史 明治時代』では1877年(明治10年)2月5日に開拓使に交付、とされている。
2月19日に開拓使から冲鷹丸に海賊対策として8cm砲2門、野戦砲1門の据付が上申され、
2月27日許可された。
同年の西南戦争で冲鷹丸は、外の開拓使所属船2隻(玄武丸・矯龍丸)と共に参加した。
冲鷹丸は2月17日から6月18日の間に房総半島沖、相模湾などで警備航海を行った。
6月19日午後2時に品海を出港、途中で石炭積み込みなどで各地に寄港し、6月30日午後1時兵庫港に到着した。
7月3日午前5時兵庫発、
伊予三ゲ浜(三津浜港？)、豊後鶴崎、長浜に寄港し、7月8日午後1時佐賀関着。
翌9日午前6時に同地を出港し、午後6時から1時間ほど細島港口で発砲を行った。
10日に三ゲ浜に寄港、12日正午神戸に到着した。
24日神戸、大坂の間を2往復した。
8月5日正午に神戸発、石炭積み込みで下田港に寄港するなどし、
8月15日午後2時、品海に帰着した。
1878年(明治11年)3月26日、冲鷹丸は北海道・福島湾で暴風に遭い
沈没、砲などが失われた。
また船長の堀口貞之の外4名が波にさらわれて行方不明になった。

### その後
1882年(明治15年)に開拓使が廃止され、冲鷹丸は4月8日に農商務省へ引き継がれた。
その後は北海道運輸会社(後の共同運輸会社)ヘ貸し出されたが、機関の不調で函館港に繋留されていた。
1883年(明治16年)に同様に貸し出された函館丸の機関を修理する際に、その代金の一部とし共同運輸会社ヘ無償下附することが上申され、9月5日許可された。